# Distriz (Villalba)
Distriz (llamada oficialmente San Martiño de Distriz) es una parroquia española del municipio de Villalba, en la provincia de Lugo, Galicia.

## Otras denominaciones
La parroquia también es conocida por el nombre de San Martín de Distriz.

## Organización territorial
La parroquia está formada por diecinueve entidades de población, constando doce de ellas en el nomenclátor del Instituto Nacional de Estadística español:
- A Fonte
- A Igrexa
- Airavella
- Algara
- Altamira
- A Paiola
- A Palloza (A Pollosa)
- Fontechousa (A Fontechousa)
- Gondeboi
- O Cedelo
- O Cruceiro
- O Foro
- O Pendello
- Os Currás
- Paredes (As Paredes)
- Pedreiras (As Pedreiras)
- Pereiro (O Pereiro)
- Portocelo
- Vilar (O Vilar do Seco)

## Demografía
| Gráfica de evolución demográfica de Distriz entre 2000 y 2021 |
|                                                               |
| Datos según el nomenclátor publicado por el INE.              |